# Rufin din Aquileea
Tyrannius Rufinus sau Rufin din Aquileea (n. 340/345 - m. 411/412) a fost un călugăr, istoric și teolog creștin. El este cunoscut ca un renumit traducător al operelor patristice grecești în limba latină, în special pentru traducerea operelor lui Origen.

## Biografie
Educația și-a făcut-o în Roma, la gramaticianul Donatus, fiind coleg de studii cu Fericitul Ieronim. Studiului i-a urmat în jurul anului 371-372 botezul și începutul unei vieți monastice în Aquileea. Între anii 373-380 îl găsim în Egipt, acolo unde a învățat și limba greacă. Sub călăuzirea lui Didim cel Orb, probabil învățător la Școala din Alexandria, Rufin începe studierea operelor lui Origen și a sistemului său teologic. În anul 381 d.Hr., Rufin întemeiază o mănăstire pe Muntele Măslinilor în Ierusalim, unde continuă studiul operei origeniene. În paralel începe scrierea unei cărți de istorie a Bisericii asemenea lui Eusebiu din Cezareea. Fericitul Ieronim ajunge și el la Betleem în anul 368, poate chiar datorită stabilirii lui Rufin în Țara Sfântă. Atunci când, în jurul anului 390, în Palestina debutează violent lupta în jurul numelui și operei lui Origen, Rufin ezită să respingă învățăturile acestuia. După descoperirea traducerii ieronimiene a scrisorii lui Epifanie către Ioan al Ierusalimului, foștii colegi de studii devin dușmani înverșunați.
În 397, odată cu debutul unei perioade de acalmie legată de lupta orgenistă, Rufin se întoarce la Roma cu o corabie, aducând cu el mai multe opere ale scriitorilor greci. La Roma își reia activitatea scriitoricească, începând cu traducerea "Apologiei lui Origen" căreia îi atașează o mărturisire de credință și o lucrare "Despre falsificarea cărților lui Origen". Urmează tălmăcirea lucrării "Despre principii". Din 399, Rufin se află din nou la Aquileea. În jurul anului 403, părăsește acest oraș pentru a se refugia la Roma din fața năvălirii goților, iar mai târziu se stabilește într-o mănăstire de lângă Terracina. Își continuă activitatea de traducător atât al lui Origen cât și a lui Evagrie Ponticul. Tot acum alcătuiește și principala sa operă, o interpretare alegorică a binecuvântării lui Iacob. După cucerirea Romei în 410, Rufin merge în Sicilia, unde moare la sfârșitul anului 411 sau începutul anului 412.

## Traduceri în limba română
- Rufin din Aquileea, "Despre falsificarea cărților lui Origen", în Sf. Pamfil din Cezareea, "Apologia lui Origen", ~, "Despre falsificarea cărților lui Origen", Cuvânt introductiv și posfață: Georg Röwekamp, Traducere din limba latină: Cosmin Daniel Pricop, Editura Herald, Colecția Spiritualitate Creștină, București, 2009, pp. 123-139.